# Dieciséis Reinos

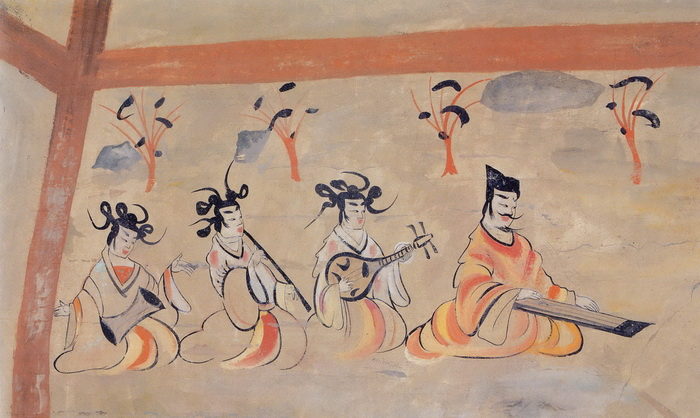
"Carpe diem": Fresco de la vida despreocupada, Liang posterior (後涼, 386-403) - Liang septentrional (北涼, 397-439).

Los Dieciséis Reinos (en en chino tradicional, 十六國; en chino simplificado, 十六国; pinyin, Shíliù Guó; Wade-Giles, Shih2liu4 Kuo2), o menos habitualmente llamados los Dieciséis Estados, que sería la traducción más exacta del nombre chino, fueron un conjunto numeroso de pequeños Estados soberanos en el territorio de China y en las áreas colindantes desde 304 hasta 439 después de la retirada de la dinastía Jin al sur de China y antes del establecimiento de las Dinastías Septentrionales. Originalmente, el término fue introducido por primera vez por Cui Hong en el extraviado registro histórico Shiliuguo Chunqiu (Anales de las primaveras y los otoños de los Dieciséis Reinos), y restringidos a los dieciséis reinos de esta era, que eran los siguientes: Hanchao (漢趙, 304-329), Chao posterior (後趙, 319-351), Ch'ênghan (成漢, 303-349), Liang anterior (前涼, 320-376), Liang posterior (後涼, 386-403), Liang septentrional (北涼, 397-439), Liang occidental (西涼, 400-421), Liang meridional (南涼, 397-414), Yen anterior (前燕, 337-370), Yen posterior (後燕, 384-407), Yen septentrional (北燕, 407-436), Yen meridional (南燕, 398-410), Ch'in anterior (前秦, 350-394), Ch'in posterior (後秦, 384-417), Ch'in occidental (西秦, 385-400/409-431) y Huhsia (胡夏, 407-431). El término ha sido ampliado para incluir a todos los Estados soberanos desde 304 hasta 439.
Prácticamente todos los gobernantes de estos reinos formaban parte de alguna de las etnias nómadas o seminómadas del norte, denominadas hú (胡) por los chinos, que solían distinguir cinco etnias principales, los "cinco hú" (五胡 wǔ hú).
Estos gobernantes de origen extranjero asumieron, sin embargo, los modelos chinos de gobierno y administración, y todos ellos reivindicaban su condición de emperadores (皇帝 huángdì) o reyes (王 wáng) al estilo chino. Por su parte, los chinos Han fundaron los cuatro Estados de Yan septentrional, Liang occidental, Liang anterior y el Estado de Wei. Seis gobernantes chinos de Liang anterior permanecieron de forma titular bajo el gobierno de la dinastía Jin. La dinastía Wei septentrional no se considera uno de los Dieciséis Reinos pese a que fue fundada durante el periodo.

## Historia

### Antecedentes
Desde finales de la Dinastía Han Oriental hasta principios de la Dinastía Jin Occidental, un gran número de pueblos noHan que vivían en la periferia norte de China se asentaron en el norte de China. Algunos de estos emigrantes, como los Xiongnu y los Xianbei habían sido nómadas pastores de las estepas del norte. Otros, como los Di y los Qiang, eran agricultores y pastores procedentes de las montañas del oeste de Sichuan del suroeste de China. Como emigrantes, vivieron entre la etnia Han y fueron sinificados en diversos grados. Muchos trabajaron como jornaleros agrícolas. Algunos alcanzaron puestos oficiales en la corte y el ejército. También fueron discriminados y mantuvieron sus afiliaciones tribales y de clan.
La derrota de la dinastía Han de la confederación Xiongnu en la Guerra Han-Xiongnu por el general Han Dou Xian llevó a la dinastía Han a deportar a los Xiongnu del Sur junto con sus Chanyu al norte de China. En el año 167 d. C., Duan Jiong llevó a cabo una campaña anti-Qiang y masacró a las poblaciones Qiang, además de asentarlas fuera de la frontera en el norte de China. Cao Cao tenía una política de asentamiento de los nómadas xiongnu fuera de la frontera cerca de Taiyuan en la moderna provincia de Shanxi, donde sería menos probable que se rebelaran. Los xiongnu abandonaron el nomadismo y la élite fue educada en la cultura alfabetizada china-confuciana, pero conservaron su identidad propia y se resintieron de la discriminación recibida.
La Guerra de los Ocho Príncipes (291-306) durante el reinado del segundo gobernante Jin Emperador Hui dividió y debilitó gravemente la autoridad imperial. Cientos de miles de personas murieron y millones fueron desarraigadas por las luchas intestinas. Las rebeliones populares contra los fuertes impuestos y la represión estallaron en todo el país. Los numerosos grupos tribales del norte y el noroeste, que habían sido fuertemente reclutados por el ejército, aprovecharon el caos para hacerse con el poder. En la región de Sichuan, Li Xiong, un jefe Di, lideró una exitosa rebelión y fundó el reino Cheng Han en el 304. Así comenzó la creación de reinos independientes en China a medida que la autoridad Jin se desmoronaba. La mayoría de estos reinos fueron fundados por líderes tribales no chinos que adoptaron nombres de reinos chinos.

### Estado diplomático
Durante los Dieciséis Reinos, la dinastía Jin Oriental, situada en el sur, siguió insistiendo en su condición de señor supremo y se negó a tratar a ninguno de los reinos como iguales. Por ejemplo, cuando los Zhao posteriores enviaron una misión diplomática al sur para establecer relaciones de igualdad, los Jin orientales quemaron los regalos de la embajada y expulsaron al enviado. Algunos de los dieciséis reinos, como el antiguo Yan y el antiguo Liang, también accedieron a reconocer nominalmente a los Jin orientales como sus soberanos.

### Caída de los Jin occidentales a los antiguos Zhao
Los príncipes y gobernadores militares Jin a menudo reclutaban a tribus no chinas en sus ejércitos en la supresión de rebeliones y guerras entre ellos. También en el año 304, Liu Yuan, un jefe Xiongnu, que había estado luchando en la guerra civil Jin del lado del príncipe Sima Ying, regresó a su casa en Shanxi, donde reorganizó las cinco tribus de los Xiongnu y declaró la independencia como sucesor de la Dinastía Han. Su régimen, posteriormente rebautizado como Zhao, es designado por los historiadores como el Han Zhao o Antiguo Zhao.
Tras la muerte de Liu Yuan en el año 310, su hijo Liu Cong mató a su hermano mayor Liu He y reclamó el trono. Liu Cong capturó la capital Jin Luoyang y al emperador Hui en el 311. En el 316, el tío de Liu Cong Liu Yao tomó Chang'an (la actual Xi'an) y al Emperador Min, poniendo fin a la Dinastía Jin Occidental. Sima Rui, un príncipe Jin que se había trasladado al sur, continuó la dinastía como Jin Oriental desde Jiankang (la actual Nanjing). El colapso de la autoridad Jin en el Norte llevó a otros líderes a declarar su independencia. En el 313, Zhang Gui, el gobernador de etnia china de Liangzhou fundó el Antiguo Liang en el actual Gansu. En el 315, Tuoba Yilu, un jefe xianbei, fundó el Dai en la actual Mongolia Interior.

### Shi Le y los Zhao posteriores
Tras la muerte de Liu Cong, el reino se dividió entre Liu Yao y el general Shi Le.  Shi Le era de la etnia Jie que había trabajado como jornalero agrícola antes de unirse a la rebelión de Liu Yuan y convertirse en un poderoso general en Hebei.  En el 319, fundó un reino rival de Zhao, conocido como el Zhao posterior y en el 328 conquistó el antiguo Zhao de Liu Yao. Shi Le instituyó un sistema de gobierno dual que imponía reglas separadas para chinos y no chinos, y consiguió controlar gran parte del norte de China. Tras su muerte, sus hijos se enzarzaron en una lucha sucesoria fratricida y el reino acabó en el año 350 con el general Ran Min, de etnia china, que se hizo con el trono y fundó el Ran Wei. Ran Min favoreció a los chinos Han y masacró a miles de Jie. Fue derrotado y asesinado en 352 por los Murong Xianbei de Liaodong.
En el 337, Murong Huang fundó el Antiguo Yan en Liaodong, que en el 356 se había expandido por gran parte de Hebei, Henan y Shandong. Durante un tiempo, los antiguos Yan compitieron por la supremacía en el norte de China con los antiguos Qin.

### El antiguo Qin y la breve unificación del norte de China

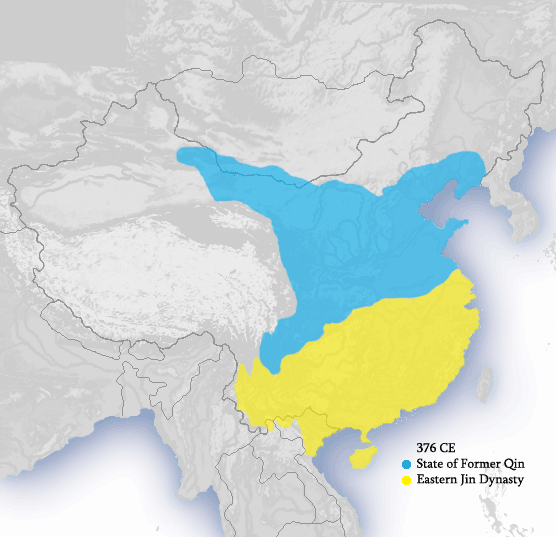
Territorio del Antiguo reino Qin y la Dinastía Jin en el año 376

El Antiguo Qin fue fundado en 351 por Fu Jian (317-355), un general Di, que había servido bajo los Zhao posteriores y se rindió a los Jin antes de declarar su independencia en Shaanxi. Tras su muerte en el 355, el reino pasó brevemente a manos de su hijo Fu Sheng, antes de que su sobrino Fu Jian (337-385) tomara el control del liderazgo. Bajo el mandato del joven Fu Jian, que fue guiado por Wang Meng, un consejero de etnia china, el Antiguo Qin se fortaleció rápidamente.  Del 370 al 76, el Antiguo Qin extinguió a los Antiguos Yan, Dai y Antiguos Liang para unir todo el norte de China. Fu Jian también capturó Sichuan a los Jin del Este y quiso conquistar el resto del sur de China.  Wang Meng se opuso a esta medida, alegando la necesidad de que los antiguos Qin consolidaran el control sobre las diversas etnias del norte de China. Pero el jefe Qiang Yao Chang y el general Xianbei Murong Chui apoyaron la idea. En el 383, tras la muerte de Wang Meng, Fu Jian lanzó una invasión masiva del sur de China, pero fue derrotado en la Batalla de Feishui por los Jin del Este en la actual Anhui.

### Fragmentación tras la batalla de Feishui

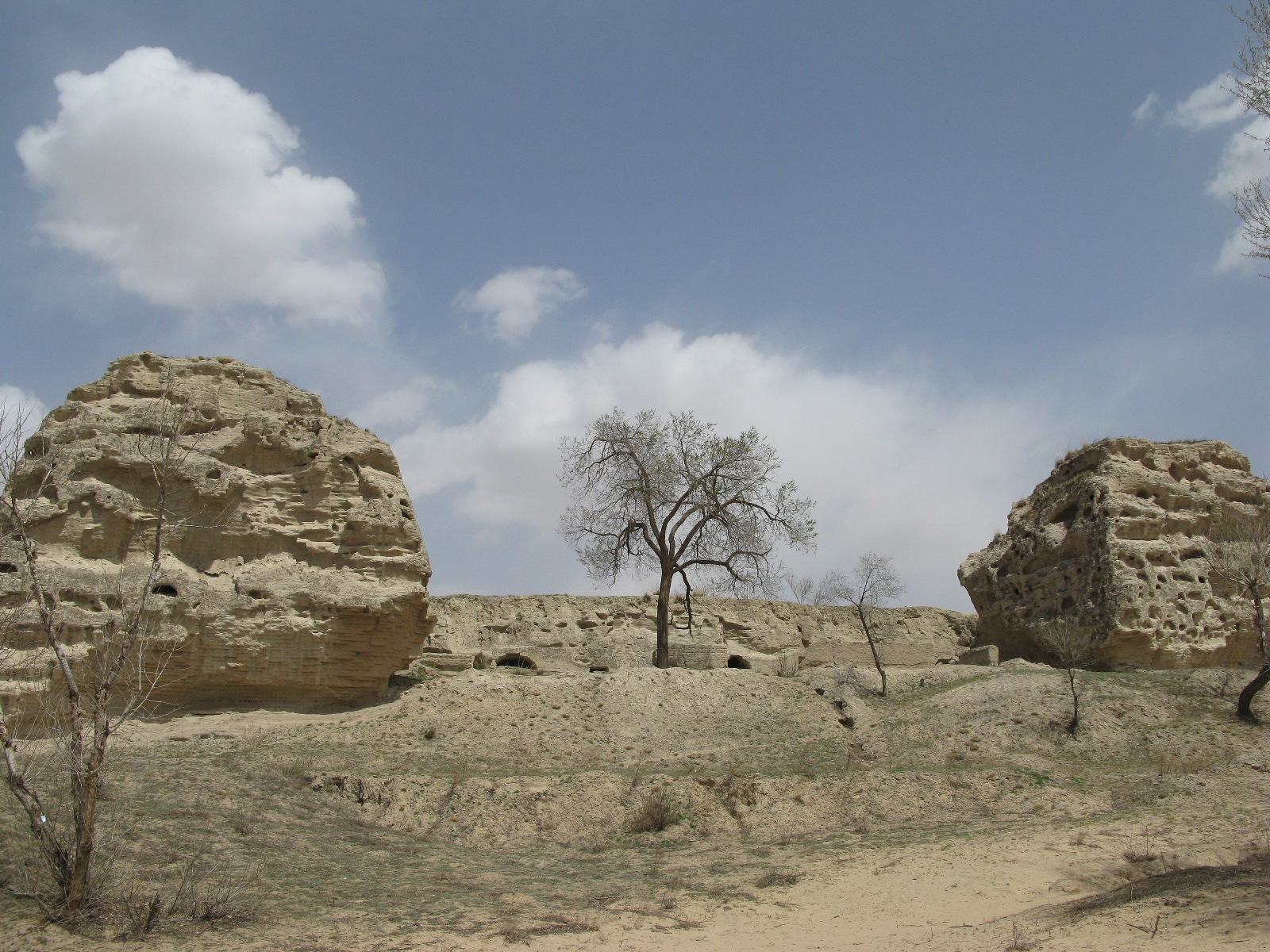
Ruinas de Tongwancheng, la capital del Xia construida a principios del por el jefe Xiongnu Helian Bobo en la actual Jingbian, en el norte de la provincia de Shaanxi, cerca de la frontera con Mongolia Interior. Tongwancheng fue capturada por los Xianbei liderados por los Wei del Norte en el año 427.

Después de la batalla de Feishui, el poder del Antiguo Qin se deshizo rápidamente al desprenderse varios regímenes en el Norte.  En el año 384, Murong Chui fundó el Yan posterior en Hebei. Otros miembros de la realeza Murong fundaron el Yan Occidental en Shanxi. Yao Chang fundó el Qin posterior en el este de Gansu. Fu Jian fue asesinado por Yao Chang, pero los Antiguos Qin sobrevivieron trasladándose de Shaanxi a Gansu y luego a Qinghai. En 385, Qifu Guoren, un antiguo vasallo xianbei bajo el mando de Fu Jian, fundó el Qin Occidental. En 386, Lü Guang, un general Di del Antiguo Qin, fundó el Liang Posterior en el oeste de Gansu. Tuoba Gui revivió a los Dai como Wei del Norte. En el año 388, Zhai Liao, un líder de la etnia Dingling en Henan fundó el Zhai Wei, que se situó entre el Yan posterior, el Yan occidental y el Jin oriental. Hasta siete reinos coexistieron durante nueve años.
El Qin Posterior, que acabó con el Qin Anterior en el 394, con el Qin Occidental en el 400 y con el Liang Posterior en el 403, extendió su control sobre gran parte de Shaanxi, Gansu y Ningxia. Pero en el 407, Helian Bobo, un jefe xiongnu, se rebeló y fundó la Xia en el norte de Shaanxi, y el Qin Occidental resurgió en el sur de Shaanxi. En el año 416, el Jin Oriental, bajo el mando del general Liu Yu, lanzó una expedición al norte que capturó Luoyang y Chang'an y extinguió el Qin Posterior. Los Jin orientales no pudieron mantener estas ciudades, ya que Liu Yu regresó al sur para tomar el trono Jin. El reino de Xia se apoderó rápidamente de Chang'an.

#### El Liang posterior se divide en Liang del Norte, del Sur y del Oeste
En el Corredor de Hexi del oeste de Gansu, el Liang Posterior se dividió en el Liang del Norte y el Liang del Sur en el año 397. El Liang del Sur fue fundado por Tufa Wugu, un Xianbei, en el Ledu, Qinghai.  El Liang del Norte fue fundado por un chino étnico, Duan Ye en Zhangye, Gansu, con el apoyo de Juqu Mengxun, un xiongnu, que luego tomó el control del reino en 401. En el 405, Li Gao, comandante chino en Dunhuang se separó del Liang del Norte y fundó el efímero Liang Occidental. El Liang Occidental fue reabsorbido por el Liang del Norte en el año 421. Los descendientes de Li Gao fundarían la Dinastía Tang en el siglo VII. El Liang del Sur fue conquistado por el Qin del Oeste en el 414, y el Liang del Norte duró hasta el 439, cuando se rindió al Wei del Norte.

#### Los Yan posteriores se dividen en Yan del Norte y Yan del Sur
Los Yan posteriores conquistaron a los Zhai Wei en el 392 y a los Yan occidentales en el 394, pero perdieron una serie de enfrentamientos contra los Wei del Norte. En el 397, el Wei del Norte capturó Hebei y dividió al Yan Posterior en dos. Murong Bao trasladó la capital de los Yan Posteriores al norte, a Liaoning, pero Murong De se negó a trasladarse al norte y fundó los Yan del Sur en Henan y Shandong. Los Yan del Sur fueron extinguidos por los Jin del Este en el año 410. El Yan Posterior duró hasta el 407 cuando el general Feng Ba, mató a Emperador Murong Xi e instaló a Gao Yun. Gao Yun, un descendiente de la realeza de Goguryeo que fue adoptado en la corte de Murong, es considerado el último emperador de los últimos Yan o el emperador fundador de los Yan del Norte. En 409 fue asesinado por Feng Ba, un chino Han asimilado a la cultura Xianbei, que tomó el control de los Yan del Norte.

### Esfuerzos de los Jin del Este por retomar el Norte
Durante su dominio del sur de China, que duró un siglo, la dinastía Jin del Este, aunque acosada por rebeliones e insurrecciones locales, hizo varios intentos de reconquistar el Norte, y logró hacer algunas incursiones, pero finalmente no tuvo éxito. En el año 313, Sima Rui, el emperador Yuan dio a Zu Ti 1000 hombres y 3000 pernos de tela para una expedición al norte. A pesar de sus escasos recursos, Zu Ti consiguió reconquistar una gran franja de Henan al sur del río Amarillo y derrotó repetidamente a las fuerzas de Shi Le de Zhao Posterior. Los emperadores Jin del Este desconfiaban de los generales que adquirían poder y prestigio gracias a las exitosas expediciones al norte y que amenazaban el trono. El emperador Yuan no confió a Zu Ti el mando de una fuerza expedicionaria mucho mayor en el 321.  Un decepcionado Zu Ti murió de enfermedad. La fuerza expedicionaria fue llamada de nuevo a Jiankang para sofocar una insurrección, y Shi Le retomó Henan.
En el 347, el general Jin Huan Wen invadió Sichuan y acabó con el reino Cheng Han. A continuación, lanzó sucesivas expediciones contra los reinos del norte, recuperando brevemente Chang'an de los antiguos Qin en el 354 y Luoyang del jefe Qiang en el 356. En el 369, dirigió una gran fuerza a través del río Amarillo hacia Hebei, pero fue derrotado por los antiguos Yan. En el 383, los Jin orientales recuperaron Henan al sur del río Amarillo tras hacer retroceder a los Antiguos Qin en la batalla de Feishui en el 383, pero perdieron ese territorio una vez que los reinos del norte se fortalecieron.
Huan Wen tenía pretensiones de hacerse con el poder y depuso al Emperador Fei en favor del Emperador Jianwen en el 371. Su hijo Huan Xuan tomó brevemente el trono del Emperador An en un golpe de palacio en el 403, pero fue derrotado por el general Liu Yu.
Liu Yu también utilizó las expediciones al norte para aumentar su poder. En 409-10, dirigió las fuerzas de Jin en la Batalla de Linqu, derrotando y destruyendo a los Yan del Sur en Shandong. En el 416, aprovechó la muerte del gobernante de Qin Posterior, invadió Henan y capturó Luoyang, y luego se dirigió hacia Shaanxi y tomó Chang'an. El último gobernante de Qin Posterior, Yao Hong, se rindió y fue enviado a Jiankang y ejecutado.  Con el Qin Posterior destruido, varios estados menores del noroeste, Qin Occidental, Liang del Norte y Liang Occidental, se sometieron nominalmente a la autoridad de Jin Oriental. Pero Liu Yu se retiró de nuevo a Jiankang para planear su toma de posesión del trono Jin, y Chang'an fue tomada por las fuerzas de Xia. En 420, Liu Yu obligó al Emperador Gong a abdicar y se declaró emperador de la Dinastía Liu Song. En el año 423, planeó lanzar una expedición contra los Wei del Norte, pero murió por enfermedad. La dinastía Liu Song gobernó el sur de China hasta el año 479.

### El Wei del Norte y la reunificación del norte de China
El hogar ancestral de los Tuoba Xianbei era la cordillera del Gran Khingan de Mongolia Interior. En el año 258, el clan emigró al sur, a las Montañas Yin y se extendió a la región del Bucle de Ordos. En el 315, el jefe Tuoba Yilu fue reconocido como príncipe de Dai por el emperador Jin. En el 338, Tuoba Shiyijian declaró formalmente la independencia de Dai y construyó la capital en Shengle (actual Condado de Horinger, Hohhot). En el año 376, el antiguo Qin atacó Shengle y expulsó a los Tuoba hacia las estepas del norte; Tuoba Shiyijian fue asesinado por su hijo.
En el año 386, el nieto de Tuoba Shiyijian Tuoba Gui revivió el reino, al que rebautizó como Wei; es conocido por los historiadores como Wei del Norte. Desde las proximidades de Hohhot, Tuoba Gui se expandió hacia el sur, capturando Shanxi y Hebei de la antigua Yan y Henan de la dinastía Liu Song. En el año 398, trasladó la capital a Pingcheng (actual Datong) y se declaró emperador Daowu. En el 423, el nieto de Tuoba Gui Tuoba Tao subió al trono como emperador Taiwu y comenzó la búsqueda de la unificación del Norte. Bajo su liderazgo, los Wei del Norte sometieron a los nómadas Rouran del norte y comenzaron la conquista de Shaanxi, Ningxia y Gansu. En 427, capturó la capital de Xia, Tongwancheng en el actual Condado de Jingbian, Shaanxi.
El Xia bajo Helian Ding se trasladó a Pingliang, Gansu y conquistó el Qin occidental en Jincheng (actual Lanzhou) en 431. Helian Ding buscó una alianza con la dinastía Liu Song, pero fue expulsada hacia el oeste por la Wei del Norte.  Helian Ding quiso invadir el norte de Liang, pero fue capturado en una incursión de los nómadas Tuyuhun y ejecutado por los Wei del Norte. En 436, el Tuoba Tao, como emperador Taiwu, dirigió una expedición contra los Yan del Norte. Feng Hong, el hermano menor de Feng Ba, huyó a Goguryeo, donde fue asesinado. El último gobernante de los Liang del Norte, Juqu Mujian, se rindió en el año 439, completando la unificación del norte de China por parte de los Wei del Norte y marcando el fin del periodo de los Dieciséis Reinos. Los Tuobas fueron finalmente Sinicización, cambiando su nombre a Yuan, y mantuvieron el norte de China hasta la década de 550.
La historia china entró entonces en el periodo de las Dinastías del Norte y del Sur, en el que coexistieron series paralelas de dinastías en el Norte y el Sur hasta que la Dinastía Sui unificó el país en 589.